# No One Can Stop Mr. Domino
No One Can Stop Mr. Domino (ドミノ君をとめないで。 ()) est un jeu vidéo de réflexion sorti en 1998 sur PlayStation, développé par Artdink.

## Postérité
En décembre 2014, le jeu figure dans un article de GamesTM intitulé « 10 joyaux PlayStation sous-estimés. »
En 2018, la rédaction du site Den of Geek mentionne le jeu en 54e position d'un top 60 des jeux Playstation sous-estimés : « C'est un de ces jeux à l'air excentrique qui, au début, semblent complètement impénétrables. Cependant, No One Can Stop Mr. Domino s'avère stimulant et curieusement addictif, [et] débordant du genre d'humour surréaliste japonais qu'on retrouvera des années plus tard dans Katamari Damacy. »